# Нойшпиттвиц
Но́йшпиттвиц или Но́ве-Спы́тецы (нем. Neuspittwitz; в.-луж.  Nowe Spytecy) — деревня в Верхней Лужице, Германия. Входит в состав коммуны Гёда района Баутцен в земле Саксония. Подчиняется административному округу Дрезден.

## География
Через деревню проходит автомобильная дорога K7258, которая соединяет населённый пункт на севере с автомагистралью S111. На севере от деревни находится холм Сильбергер высотой 243 метра. На западе от деревни располагаются пруды.
Соседние деревни: на севере — деревня Спытецы, на востоке — деревня Бреза, на юго-востоке — деревня Цоков коммуны Добершау-Гаусиг, на юге — деревня Медевиц (Меджойз) коммуны Добершау-Гаусиг, на северо-западе — деревни Карлсдорф (Карлецы) и Ротнауслиц (Червене-Нослицы) коммуны Демиц-Тумиц.

## История
Образовалась в 1777 году около поместья «Rittergut Spittwitz» как выселки деревни Спытецы. Впервые упоминается под наименованием Neuspittwitz в 1875 году. В 1974 году вошла в состав современной коммуны Гёда. В настоящее время деревня входит в состав культурно-территориальной автономии «Лужицкая поселенческая область», на территории которой действуют законодательные акты земель Саксонии и Бранденбурга, содействующие сохранению лужицких языков и культуры лужичан.

## Население
Официальным языком в населённом пункте, помимо немецкого, является также верхнелужицкий язык.
| 1777 | 1875 | 2016 | 2019 |
| ---- | ---- | ---- | ---- |
| 4    | 80   | 95   | 87   |